# Zero-G (azienda)
Zero-G, Inc. (株式会社ゼロジー?, Kabushiki-gaisha Zerojī) è uno studio di animazione giapponese fondato dal regista di anime Hiroshi Negishi nel giugno 2011 con sede a Suginami, a Tokyo. 

## Opere

### Serie TV

#### 2016
- Battery
- Piacevole!

#### 2017
- Tsugumomo
- Dive!!

2018
- Niru Adomirari no Tenbin
- Dorei-ku: Boku to 23-nin no Dorei
- One Room
- Grand Blue
- Aidorumasutā Saido Emu

#### 2019
- Rinshi!! Ekoda-chan
- My Roommate Is a Cat
- Science Fell in Love, So I Tried to Prove It

#### 2020
- The Night Beyond the Tricornered Window

#### 2023
- Ice Guy & Cool Girl
- Isekai Farming - Vita contadina in un altro mondo
- Konyaku Haki sareta Reijou wo Hirotta Ore ga, Ikenai Koto wo Oshiekomu

### ONA

#### 2020
- The Idolmaster Cinderella Girls
- The House Spirit Tatami-chan

#### 2021
- High-Rise Invasion

#### TBA
- Lady Napoleon
- The story between a dumb prefect and a highschool girl with an inappropriate skirt length